# 고성민 (언론인)
고성민(高聖旻, 1986년 3월 12일 ~ )은 대한민국의 언론인이다.

## 학력
- 중국심양대학교[2] 중문학 학사
- 고려대학교 언론대학원 저널리즘학과 석사과정

## 경력
- 2009년 ~ 2011년 : 중국미스나나 대표이사
- 2016년 ~ 2018년: 본리얼리티(주) 대표이사
- 2016년 ~ 2018년: 루미미디어(주) 대표이사
- 2017년 ~ 2018년: 유아레스 전략이사
- 2017년 ~ 2018년: 종합뉴스매거진 대표이사
- 2017 2월 ~ 2020 7월 : 뉴스타임즈 총괄이사
- 2019 11월~ 2020 11월 : 한국기자연합회 사무처장[3]
- 2017 3월 ~ : 행정신문 총무기획이사[4]
- 2019 3월 ~  : 한중경영협회(KCMF) 회장[5]
- 2019 3월 ~ : 컬처타임즈 발행인 및 대표이사
- 2019 7월 ~  : 법무부 법무보호위원
- 2020 8월 ~2022 : 복지TV 경기방송 상무이사[6]
- 2021 9월 ~2024 1월 : 바쿠스랩 공동창업자, CSO 겸 CMO[7]\
- 2024 7월 ~:컬처미디어그룹 대표이사

## 수상
- 2005년 의정부시 표창장
- 2017년 12월 6일 대전소년원장 오영희 감사장[8]
- 2019년 6월 18일 제24회 세계 한국어 웅변대회' 서울·경기 대표 연사 선발대회 도지사상 (일반부대상)[9]
- 2019년 8월 18일 제24회 세계 한국어 웅변대회 본선 외교부장관상[10]
- 2019년 8월 31일 제19회 전국통일스피치웅변대회 광주광역시장상 수상[11]
- 2019년 10월 19일 대한민국 교육공헌 대상 언론공헌부문 대상
- 2019년 11월 16일 제3회 세계 K-스피치 문화제전 경기도지사상
- 2019년 11월 22일 경기도의회의장 표창
- 2019년 11월 24일 한국기자엽합회 우수기자상
- 2019년 11월 24일 자랑스런 한국인 인물대상 우수기자부문
- 2021년 제주 주요작물 자동탐지 데이터 온라인 해커톤 입선
- 2022년 인공지능 학습용 데이터(수직농장) 아이디어 해커톤대회 대상